# Wiarołomny elektor
Wiarołomny elektor (ang. faithless elector) – członek Kolegium Elektorów Stanów Zjednoczonych, który nie głosuje na kandydaturę na prezydenta lub wiceprezydenta Stanów Zjednoczonych, na którą deklarował oddać swój głos. Aby zostać wiarołomnym elektorem, zobowiązany elektor (ang. pledged elector) danego kandydata musi albo zagłosować na innego kandydata, albo popełnić błąd przy głosowaniu (np. poprzez oddanie pustego głosu), albo w ogóle nie uczestniczyć w głosowaniu. Wiarołomnym elektorem można zostać tylko poprzez złamanie przysięgi zagłosowania na deklarowanego kandydata. Wiarołomny elektor nie jest tym samym co niezobowiązany elektor (ang. unpledged elector). Niezobowiązany elektor nie łamie przysięgi przy głosowaniu, ponieważ żadnej przysięgi nie składa.
Kandydaci na elektorów są zazwyczaj nominowani przez stanową partię polityczną lub przez nominata owej partii. Nominacje elektorskie otrzymują najczęściej zaufani członkowie partii, co do których lojalności wobec partii i nominata partyjnego ma się dostateczną pewność. Kandydaci na elektorów są wybierani w miesiącach przed Narodowym Dniem Wyborów (przypadającym na pierwszy wtorek po pierwszej niedzieli listopada w roku wyborów). Procedura zgłaszania kandydatów na elektorów do organów wyborczych różni się w zależności od prawa stanu, w którym kandydat ma być elektorem. Także wewnątrzpartyjna procedura przydzielania nominacji elektorskich może być różna w zależności od stanu i partii.
W razie zwycięstwa danego kandydata na prezydenta w danym stanie (nieco inne prawo obowiązuje w stanach Maine i Nebraska, gdzie wpływ na przydział głosów elektorskich ma również zwycięstwo kandydata na prezydenta w dystryktach wyborczych do Izby Reprezentantów Stanów Zjednoczonych), kandydaci na elektorów danego kandydata na prezydenta stają się elektorami zobowiązanymi do oddania swojego głosu zgodnie z wcześniejszą przysięgą.
     Głos unieważniony z karą
     Głos unieważniony
     Głos liczony z karą
     Głos liczony
     Brak prawa

Prawa wiarołomnego elektora według stanu.
Głos unieważniony z karą
Głos unieważniony
Głos liczony z karą
Głos liczony
Brak prawa

Żeby zniechęcić do bycia wiarołomnym elektorem, za wiarołomne głosowanie może grozić kara ze strony swojej partii, a w niektórych stanach także stanowa kara kryminalna.
Dotychczas ani razu głosy wiarołomnych elektorów nie zmieniły w istotny sposób wyników wyborów.

## Stan prawny
Obecnie dwadzieścia jeden stanów nie posiada praw, które obligowałyby elektorów do głosowania zgodnie ze swoją deklaracją. Dwadzieścia dziewięć stanów (i Dystrykt Kolumbii) posiada prawa penalizujące bycie wiarołomnym elektorem, jednak ani razu nie wystąpiła sytuacja, w której można było owe penalizujące prawa zastosować [stan na 7 listopada 2016]. Do tego, w niektórych stanach uchwalono prawo (m.in. Minnesota i Michigan), że głos wiarołomnego elektora jest nieważny.

### Stanowisko Sądu Najwyższego Stanów Zjednoczonych
Konstytucyjność praw stanowych w zakresie przysiąg elektorskich do głosowania została potwierdzona wyrokiem Sądu Najwyższego w 1952 roku w sprawie Ray vs. Blair, liczbą głosów 5 do 2. Sąd Najwyższy stwierdził w uzasadnieniu, że stany mają prawo w swych przepisach wymagać od swoich elektorów, by ci składali przysięgę głosowania na kandydatów partii, z ramienia której stali się elektorami. W wyroku tym potwierdzone zostało też prawo stanów do usuwania potencjalnych elektorów, którzy odmawiali złożenia przysięgi przed wyborami. Sąd napisał także:
„Jakkolwiek, nawet jeśli przysięgi kandydatów do Kolegium Elektorów są prawnie nieegzekwowalne ze względu na naruszanie przez taką egzekucję zakładanej konstytucyjnie wolności elektorów, gwarantowanej art. 2 § 1 Konstytucji Stanów Zjednoczonych, do głosowania zgodnie ze swoim wyborem w Kolegium Elektorów, to nie wynika z tego, że wymaganie przysięgi w prawyborach jest niekonstytucyjne.”
 Wyrok utrzymywał jedynie to, że wymaganie przez stan określonej przysięgi, a nie samego głosu, jest konstytucyjne. Sędzia Jackson napisał w swym zdaniu odrębnym w tej sprawie: „Nikt sumienny wobec naszej historii nie może zaprzeczyć, że koncepcja pierwotnie zakładała to, co jest zawarte w tekście – że elektorzy mieliby mandat wolny, aby dokonać niezależnego i niepartyjnego osądu jako ludzie najbardziej kompetentni wobec najwyższych stanowisk narodu”. Bardziej współcześni badacze prawa wskazują, że „prawo stanowe, które mogłoby udaremnić dyskrecję federalnych elektorów w jakichkolwiek nadzwyczajnych okolicznościach, w jakich owe prawo musiałoby być wykonywane, wprost pogwałcałoby Artykuł Drugi Konstytucji i Dwunastą Poprawkę do niej.”
Sąd Najwyższy Stanów Zjednoczonych nigdy nie orzekł, czy prawa stanowe wyciągające konsekwencje wobec wiarołomnych elektorów są konstytucyjne.

## Historia
W dotychczasowej historii 71 elektorów nie zastosowało się do swej przysięgi z powodu śmierci kandydata, na którego obiecywali oddać swój głos (rok 1872 i 1912). Czterech elektorów nie wzięło udziału w głosowaniu (rok 1812, 1832 i 2000). Pozostali wiarołomni elektorzy zagłosowali niezgodnie ze swymi wcześniejszymi deklaracjami albo z powodu osobistej decyzji, albo być może przez przypadek. Zazwyczaj wiarołomni elektorzy działają w pojedynkę przy podejmowaniu decyzji o wiarołomnym głosowaniu. Zdarzają się jednak wyjątki od tej reguły, tak jak w roku 1828 (większość elektorów ze stanu Georgia), w 1832 (wszyscy elektorzy ze stanu Pensylwania), czy w 1836 (wszyscy elektorzy ze stanu Wirginia).
Jedyna jak dotąd sytuacja, w której głosy oddane przez wiarołomnych elektorów mogły zaważyć na wyniku wyborów prezydenckich, miała miejsce w 1836. Wtedy to elektorzy ze stanu Wirginia, wszyscy bez wyjątku, odmówili zagłosowania, zgodnie z wcześniejszą przysięgą, na kandydata na wiceprezydenta, którym był Richard Johnson. Pomimo tego, wszyscy ci sami elektorzy, zgodnie z przysięgą, oddali swój głos na kandydata na prezydenta – Martina Van Burena. Efektem działań tychże wiarołomnych elektorów było uzyskanie przez Richarda Johnsona 147 głosów w Kolegium Elektorów (równo połowa głosów Kolegium w owym czasie), przez co na mocy Dwunastej Poprawki do Konstytucji Stanów Zjednoczonych wybór wiceprezydenta przeniósł się do Senatu Stanów Zjednoczonych. Tam Richard Johnson został wybrany na stanowisko, o które się ubiegał.

## Lista wiarołomnych elektorów
Liczba umieszczona przy nawiasie symbolizuje liczbę niewymienionych z imienia i nazwiska elektorów.
| Rok  | Elektor/Elektorzy                                          | Osoby, które miały otrzymać głos od elektora/elektorów                  | Osoby, które uzyskały głos od elektora/elektorów                                       | Uwagi |
| ---- | ---------------------------------------------------------- | ----------------------------------------------------------------------- | -------------------------------------------------------------------------------------- | --- |
| 1796 | Samuel Miles (Pensylwania)                                 | John Adams, Thomas Pinckney                                             | Thomas Jefferson, Thomas Pinckney                                                      | |
| 1796 | 18 (inne stany)                                            | John Adams, Thomas Pinckney                                             | John Adams                                                                             | |
| 1800 | 1 (Nowy Jork)                                              | Thomas Jefferson, Aaron Burr                                            | Aaron Burr, Aaron Burr                                                                 | Głos dwa razy oddany na tego samego kandydata; uznany za nieważny, gdyż art.2 § 1 Konstytucji zabrania oddawania obu głosów elektorskich na kandatów z tego samego stanu. Nowojorska legislatura stanowa zadecydowała o oddaniu drugiego głosu na Thomasa Jeffersona. Po tych wyborach uchwalono Dwunastą Poprawkę do Konstytucji, która zmieniła sposób oddawania głosów w Kolegium Elektorów. |
| 1808 | 3 (Nowy Jork)                                              | Prezydent: James Madison Wiceprezydent: George Clinton                  | Prezydent: George Clinton Wiceprezydent: James Monroe                                  | |
| 1812 | 2 (Massachusetts) + 1 (New Hampshire)                      | Prezydent: DeWit Clinton Wiceprezydent: Jared Ingersoll                 | Prezydent: DeWitt Clinton Wiceprezydent: Elbridge Gerry                                | |
| 1812 | 1 (Ohio)                                                   | Prezydent: James Madison Wiceprezydent: Elbridge Gerry                  | nie oddano głosu                                                                       | |
| 1820 | William Plumer (New Hampshire)                             | Prezydent: James Monroe Wiceprezydent: Daniel D. Tompkins               | Prezydent: John Quincy Adams Wiceprezydent: Richard Rush                               | Elektor oddał głos na Johna Quincy’ego Adamsa, który również był członkiem Partii Demokratyczno-Republikańskiej, ale nie startował w tym roku w wyścigu prezydenckim. Niektórzy historycy twierdzą, że Plumer nie uważał za słuszne, by Kolegium Elektorów wybierało kandydata przez aklamację, do czego by doszło w przypadku oddania przez niego głosu zgodnego z przysięgą. |
| 1828 | 7 (Georgia)                                                | Prezydent: Andrew Jackson Wiceprezydent: John C. Calhoun                | Prezydent: Andrew Jackson Wiceprezydent: William Smith                                 | 7 na 9 elektorów z Georgii odmówiło poparcia kandydatury Johna Calhouna. |
| 1832 | 30 (Pensylwania)                                           | Prezydent: Andrew Jackson Wiceprezydent: Martin Van Buren               | Prezydent: Andrew Jackson Wiceprezydent: William Wilkins                               | Wszyscy elektorzy z Pensylwanii odmówili głosowania na Martina Van Burena. |
| 1832 | 2 (Maryland)                                               | Prezydent: Henry Clay Wiceprezydent: John Sergeant                      | nie oddano głosu                                                                       | |
| 1836 | 23 (Wirginia)                                              | Prezydent: Martin Van Buren Wiceprezydent: Richard Johhson              | Prezydent: Martin Van Buren Wiceprezydent: William Smith                               | Wszyscy elektorzy z Wirginii odmówili głosowania na Richarda Johnsona, gdyż na jaw wyszło, że Johnson ma romans ze swą afroamerykańską niewolnicą, Julią Chinn. Ponieważ w tamtych czasach dla większości białych mężczyzn ze stanów południowych (do których zalicza się Wirginia) taki stan rzeczy był niedopuszczalny, wszyscy wirginijscy elektorzy ustalili, że nie oddadzą głosu na Johnsona. Był to jedyny raz, kiedy istniała realna szansa, że głosy wiarołomnych elektorów zaważą o wynikach wyborów, bo bez głosów elektorów wirginijskich Richard Johnson dostał 147 głosów w Kolegium Elektorów (równo połowa głosów w tamtym czasie) i o wyborze wiceprezydenta miał zadecydować, zgodnie z Konstytucją, Senat Stanów Zjednoczonych. Tam jednak wynik dla Richarda Johnsona był pomyślny. |
| 1860 | 4 (New Jersey)                                             | Prezydent: Stephen A. Douglas Wiceprezydent: Herschel Vespasian Johnson | Prezydent: Abraham Lincoln Wiceprezydent: Hannibal Hamlin                              | |
| 1872 | 63 (różne stany)                                           | Prezydent: Horace Greeley Wiceprezydent: Benjamin Gratz Brown           | różne głosy                                                                            | Horace Greeley zmarł przed głosowaniem w Kolegium Elektorów. Tylko trzech jego zobowiązanych elektorów oddało na niego swój głos pomimo tego faktu. Zostały one później unieważnione przez Kongres. Pozostali oddali głos na innych kandydatów; najczęściej byli to inni demokraci. |
| 1892 | 1 (Dakota Północna) + 3 (Oregon)                           | Prezydent: Benjamin Harrison Wiceprezydent: Whitelaw Reid               | Prezydent: Grover Cleveland Wiceprezydent: Adlai Stevenson                             | |
| 1892 | 1 (Dakota Północna) + 1 (Oregon)                           | Prezydent: Benjamin Harrison Wiceprezydent: Whitelaw Reid               | Prezydent: James Weaver Wiceprezydent: James G. Field                                  | Głos oddany na kandydatury Greenback Party. |
| 1896 | 4                                                          | Prezydent: William Howard Bryan Wiceprezydent: Thomas E. Watson         | Prezydent: William Howard Bryan Wiceprezydent: Arthur Sewall                           | Stanowiska w sprawie głosowania Partii Demokratycznej oraz Partii Populistycznej różniły się kandydatem na wiceprezydenta. |
| 1912 | 4 (Utah) + 4 (Vermont)                                     | Prezydent: William Howard Taft Wiceprezydent: James Sherman             | Prezydent: William Howard Taft Wiceprezydent: Nicholas Butler                          | James Sherman zmarł 6 dni przed wyborami. |
| 1948 | Preston Parks (Tennessee)                                  | Prezydent: Harry Truman Wiceprezydent: Alben Barkley                    | Prezydent: Strom Thurmond Wiceprezydent: Fielding Wright                               | Preston Parks był umieszczony na karcie do głosowania zarówno jako elektor Partii Demokratycznej, jak i Partii Demokratycznej Praw Stanowych. W Tennessee wygrała Partia Demokratyczna, jednak Preston Parks oddał swoje głosy na kandydatury Partii Demokratycznej Praw Stanowych, co uczyniło go wiarołomnym elektorem. |
| 1956 | W.F. Turner (Alabama)                                      | Prezydent: Adlai Stevenson Wiceprezydent: Estes Kefauver                | Prezydent: Walter Burgwyn Jones Wiceprezydent: Herman Talmadge                         | |
| 1960 | Henry D. Irwin (Oklahoma)                                  | Prezydent: Richard Nixon Wiceprezydent: Henry Cabot Lodge               | Prezydent: Harry F. Byrd Wiceprezydent: Barry Goldwater                                | |
| 1968 | Lloyd W. Bailey (Karolina Północna)                        | Prezydent: Richard Nixon Wiceprezydent: Spiro Agnew                     | Prezydent: George Wallace Wiceprezydent: Curtis LeMay                                  | Głos oddany na kandydatów Amerykańskiej Partii Niezależnych. |
| 1972 | Roger MacBride (Wirginia)                                  | Prezydent: Richard Nixon Wiceprezydent: Spiro Agnew                     | Prezydent: John Hospers Wiceprezydent: Theodora Nathan                                 | Głos oddany przez wiarołomnego elektora na kandydatów z ramienia Partii Libertariańskiej. Są to jak do tej pory jedne głosy elektorskie uzyskane przez tę partię. Jednocześnie głos na Theodorę Nathan jest pierwszym w historii głosem elektorskim oddanym na kobietę. |
| 1976 | Mike Padden (Wirginia)                                     | Prezydent: Gerald Ford Wiceprezydent: Bob Dole                          | Prezydent: Ronald Reagan Wiceprezydent: Bob Dole                                       | Ronald Reagan dostał w tych wyborach głos elektorski, mimo że w tych wyborach nie uzyskał nominacji Partii Republikańskiej i nie startował w wyborach. |
| 1988 | Margaret Leach (Wirginia Zachodnia)                        | Prezydent: Michael Dukakis Wiceprezydent: Lloyd Bentsen                 | Prezydent: Lloyd Bentsen Wiceprezydent: Michael Dukakis                                | Głos elektorski był formą protestu przeciwko zasadzie „zwycięzca bierze wszystko” w Kolegium Elektorów, i polegał na zamianie kandydatów miejscami. |
| 2000 | Barbara Lett-Simmons (Dystrykt Kolumbii)                   | Prezydent: Al Gore Wiceprezydent: Joseph Lieberman                      | nie oddano głosu                                                                       | Elektor zadecydowała o niegłosowaniu, co miało być formą protestu przeciwko braku obecności reprezentantów Dystryktu Kolumbii z prawem głosu w Kongresie. |
| 2004 | 1 (Minnesota)                                              | Prezydent: John Kerry Wiceprezydent: John Edwards                       | John Ewards [sic], nieokreślone, na jakie stanowisko                                   | Głos oddany z błędem prawdopodobnie przez przypadek. Konsekwencją tego głosu była zmiana prawa stanowego Minnesoty, które nakazało jawność oddawanych stanowych głosów elektorskich oraz zdefiniowało głosy wiarołomnych elektorów jako nieważne. |
| 2016 | Peter Bret Chiafalo, Levi Guerra, Esther John (Waszyngton) | Prezydent: Hillary Clinton Wiceprezydent: Tim Kaine                     | Prezydent: Colin Powell Wiceprezydent: Maria Cantwell, Susan Collins, Elizabeth Warren | |
| 2016 | Robert Satiacum Jr. (Waszyngton)                           | Prezydent: Hillary Clinton Wiceprezydent: Tim Kaine                     | Prezydent: Faith Spotted Eagle Wiceprezydent: Winona LaDuke                            | |
| 2016 | David Mulinix (Hawaje)                                     | Prezydent: Hillary Clinton Wiceprezydent: Tim Kaine                     | Prezydent: Bernie Sanders Wiceprezydent: Elizabeth Warren                              | |
| 2016 | Christopher Suprun, Bill Greene (Teksas)                   | Prezydent: Donald Trump Wiceprezydent: Mike Pence                       | Prezydent: John Kasich, Ron Paul Wiceprezydent: Carly Fiorina, Mike Pence              | |